# Bürgermeisterwahlen in Sachsen 2023
Bürgermeisterwahlen fanden 2023 in Sachsen in 30 von 419 sächsischen Städten und Gemeinden statt. Dabei wurden 13 Bürgermeister im Amt bestätigt und 3 abgewählt.

Von der CDU gehalten
Von der CDU hinzugewonnen
Von der SPD hinzugewonnen
Von der Linken hinzugewonnen
Von der AfD hinzugewonnen
Von WV/EB gehalten
Von WV/EB hinzugewonnen

| ← 2022 | Wahljahr 2023 | 2024 → |

## Wahlstatistik
| Vorschlag  | Anzahl |                    | Bürgermeister | Anzahl |
| CDU        | 6      | - wiedergewählt    | 13            |        |
| SPD        | 1      | - abgewählt        | 3             |        |
| Linke      | 1      | - nicht kandidiert | 14            |        |
| AfD        | 1      |                    |               |        |
| WV, EB, EV | 21     |                    |               |        |
| gesamt     | 27     |                    |               |        |

Amtierende (Ober-)Bürgermeister nach Ende des Wahljahres 2023:
| Vorschlag           | CDU | SPD | FDP | Linke | AfD | EB, EV | WV  | Gemeindeanzahl |
| ------------------- | --- | --- | --- | ----- | --- | ------ | --- | -------------- |
| Amtsträger          | 119 | 12  | 7   | 4     | 1   | 176    | 99  | 418            |
| Veränderung zu 2022 | – 4 | ± 0 | ± 0 | ± 0   | + 1 | + 4    | – 2 | – 1            |

WV = Wählervereinigungen
EB = Einzelbewerber
EV = Einzelvorschläge

## Wahlergebnisse

### Landkreis Bautzen
Im Landkreis Bautzen fanden in vier Kommunen Wahlen statt. Diese sind im Folgenden aufgelistet. In einer Kommune waren zwei Wahlgänge notwendig. Das entscheidende Wahlergebnis ist markiert.
Gewählte Bewerber:
- CDU: 3
- Einzelbewerber/Bürgerinitiativen: 1
- Amtsinhaber wiedergewählt: 3
- Amtsinhaber abgewählt: 0
- Amtsinhaber nicht angetreten: 1

Namen von Amtsinhabern sind fett dargestellt.
| Wahltermin   | Gemeinde                        | Bewerber               | Vorschlag        | Ergebnis (in %) | Wahltermin | Ergebnis (in %) | vorherige | nächste |
| ------------ | ------------------------------- | ---------------------- | ---------------- | --------------- | ---------- | --------------- | --------- | ------- |
| 19. März     | Doberschau-Gaußig Dobruša-Huska | Alexander Fischer      | CDU              | 98,1            |            |                 | ← 2016    | keine   |
| 19. März     | Doberschau-Gaußig Dobruša-Huska | Einzelvorschläge       | Einzelvorschläge | 1,8             |            |                 | ← 2016    | keine   |
| 19. März     | Pulsnitz                        | Barbara Lüke           | Lüke             | 39,2            | 16. April  | 57,3            | ← 2016    | keine   |
| 19. März     | Pulsnitz                        | Tomschke Peer          | CDU              | 27,9            | 16. April  | n. k.           | ← 2016    | keine   |
| 19. März     | Pulsnitz                        | Dr. Frank Hannawald    | AfD              | 32,9            | 16. April  | 42,7            | ← 2016    | keine   |
| 23. April    | Lohsa Łaz                       | Thomas Ronny Leberecht | CDU              | 69,9            |            |                 | ← 2016    | keine   |
| 23. April    | Lohsa Łaz                       | Frank Förster          | AfD              | 30,1            |            |                 | ← 2016    | keine   |
| 3. September | Elsterheide Halštrowska Hola    | Antje Gasterstädt      | CDU              | 66,7            |            |                 | ← 2016    | keine   |
| 3. September | Elsterheide Halštrowska Hola    | Hannes Smohor          | Smohor           | 33,3            |            |                 | ← 2016    | keine   |

### Erzgebirgskreis
Im Erzgebirgskreis fanden in vier Kommunen Wahlen statt. Diese sind im Folgenden aufgelistet. In einer Kommune waren zwei Wahlgänge notwendig. Das entscheidende Wahlergebnis ist markiert.
Gewählte Bewerber:
- Einzelbewerber/Bürgerinitiativen: 4
- Amtsinhaber wiedergewählt: 1
- Amtsinhaber abgewählt: 0
- Amtsinhaber nicht angetreten: 3

Namen von Amtsinhabern sind fett dargestellt.
| Wahltermin    | Gemeinde          | Bewerber               | Vorschlag      | Ergebnis (in %) | Wahltermin  | Ergebnis (in %) | vorherige | nächste |
| ------------- | ----------------- | ---------------------- | -------------- | --------------- | ----------- | --------------- | --------- | ------- |
| 29. Januar    | Bockau            | Franz Peter Fürtsch    | CDU            | 30,2            |             |                 | ← 2015    | keine   |
| 29. Januar    | Bockau            | Franziska Meier        | Meier          | 69,8            |             |                 | ← 2015    | keine   |
| 11. Juni      | Elterlein         | Annette Ficker         | WV „Gemeinsam“ | 52,8            |             |                 | ← 2016    | keine   |
| 11. Juni      | Elterlein         | Hans-Jürgen Wolf       | Wolf           | 47,2            |             |                 | ← 2016    | keine   |
| 10. September | Jahnsdorf/Erzgeb. | Albrecht Spindler      | Spindler       | 74,8            |             |                 | ← 2016    | keine   |
| 10. September | Jahnsdorf/Erzgeb. | Mirko Schumacher       | NLJ            | 25,2            |             |                 | ← 2016    | keine   |
| 24. September | Pockau-Lengefeld  | Ulrich Findeisen       | FW             | 27,5            | 22. Oktober | 23,2            | ← 2016    | keine   |
| 24. September | Pockau-Lengefeld  | Peter Sebastian Bräuer | Bräuer         | 28,1            | 22. Oktober | 27,0            | ← 2016    | keine   |
| 24. September | Pockau-Lengefeld  | Elke Schmieder         | Schmieder      | 44,4            | 22. Oktober | 49,8            | ← 2016    | keine   |

### Landkreis Görlitz
Im Landkreis Görlitz fanden in vier Kommunen Wahlen statt. Diese sind im Folgenden aufgelistet. In keiner Kommune waren zwei Wahlgänge notwendig. Das entscheidende Wahlergebnis ist markiert.
Gewählte Bewerber:
- Einzelbewerber/Bürgerinitiativen: 4
- Amtsinhaber wiedergewählt: 2
- Amtsinhaber abgewählt: 0
- Amtsinhaber nicht angetreten: 2

Namen von Amtsinhabern sind fett dargestellt.
| Wahltermin  | Gemeinde                              | Bewerber              | Vorschlag        | Ergebnis (in %) | vorherige | nächste |
| ----------- | ------------------------------------- | --------------------- | ---------------- | --------------- | --------- | ------- |
| 26. Februar | Vierkirchen                           | Andrea Weise          | Weise            | 79,5            | ← 2016    | keine   |
| 26. Februar | Vierkirchen                           | Einzelvorschläge      | Einzelvorschläge | 20,5            | ← 2016    | keine   |
| 13. August  | Seifhennersdorf                       | Nico Werner Richter   | UBS              | 16,4            | ← 2016    | keine   |
| 13. August  | Seifhennersdorf                       | Mandy Gubsch          | GfS              | 64,4            | ← 2016    | keine   |
| 13. August  | Seifhennersdorf                       | Rüdiger Wolfgang Horn | Horn             | 5,5             | ← 2016    | keine   |
| 13. August  | Seifhennersdorf                       | Thomas Oertner        | Oertner          | 13,7            | ← 2016    | keine   |
| 27. August  | Trebendorf Trjebin                    | Robert Sprejz         | Sprejz           | 97,8            | ← 2017    | keine   |
| 27. August  | Trebendorf Trjebin                    | Einzelvorschläge      | Einzelvorschläge | 2,2             | ← 2017    | keine   |
| 22. Oktober | Quitzdorf am See Kwětanecy při jězoru | Günter Holtschke      | Holtzschke       | 84,9            | ← 2016    | keine   |
| 22. Oktober | Quitzdorf am See Kwětanecy při jězoru | Einzelvorschläge      | Einzelvorschläge | 15,1            | ← 2016    | keine   |

### Landkreis Mittelsachsen
Im Landkreis Mittelsachsen fanden in sechs Kommunen Wahlen statt. Diese sind im Folgenden aufgelistet. In zwei Kommunen war ein zweiter Wahlgang notwendig. Das entscheidende Wahlergebnis ist markiert.
Gewählte Bewerber:
- CDU: 2
- Einzelbewerber/Bürgerinitiativen: 4
- Amtsinhaber wiedergewählt: 2
- Amtsinhaber abgewählt: 0
- Amtsinhaber nicht angetreten/Gemeindeneugründung: 4

Namen von Amtsinhabern sind fett dargestellt.
| 1. Wahlgang  | 1. Wahlgang     | 1. Wahlgang       | 1. Wahlgang      | 1. Wahlgang     | 2. Wahlgang | 2. Wahlgang     | vorherige                                             | nächste |
| Wahltermin   | Gemeinde        | Bewerber          | Vorschlag        | Ergebnis (in %) | Wahltermin  | Ergebnis (in %) | vorherige                                             | nächste |
| ------------ | --------------- | ----------------- | ---------------- | --------------- | ----------- | --------------- | ----------------------------------------------------- | ------- |
| 8. Januar    | Augustusburg    | Timo Ahnert       | WG               | 19,8            | 5. Februar  | 23,1            | ← 2020                                                | keine   |
| 8. Januar    | Augustusburg    | Jens Schmidt      | DeinAugustusburg | 50,0            | 5. Februar  | 68,5            | ← 2020                                                | keine   |
| 8. Januar    | Augustusburg    | Sandro Bauer      | Bauer            | 11,9            | 5. Februar  | n. k.           | ← 2020                                                | keine   |
| 8. Januar    | Augustusburg    | Mathias Klotz     | Klotz            | 9,5             | 5. Februar  | 8,4             | ← 2020                                                | keine   |
| 8. Januar    | Augustusburg    | Andreas Limbecker | Limbecker        | 8,7             | 5. Februar  | n. k.           | ← 2020                                                | keine   |
| 23. März     | Jahnatal        | Dirk Schilling    | CDU              | 95,6            |             |                 | Neugründung ← 2019 (Ostrau) ← 2015 (Zschaitz-Ottewig) | keine   |
| 23. März     | Jahnatal        | Einzelvorschläge  | Einzelvorschläge | 4,4             |             |                 | Neugründung ← 2019 (Ostrau) ← 2015 (Zschaitz-Ottewig) | keine   |
| 11. Juni     | Erlau           | Peter Ahnert      | Ahnert           | 80,8            |             |                 | ← 2016                                                | keine   |
| 11. Juni     | Erlau           | Beatrix Rahn      | Rahn             | 19,2            |             |                 | ← 2016                                                | keine   |
| 3. September | Frankenberg/Sa. | Oliver Gerstner   | CDU              | 51,9            |             |                 | ← 2016                                                | keine   |
| 3. September | Frankenberg/Sa. | Frank Urbanek     | AfD              | 24,5            |             |                 | ← 2016                                                | keine   |
| 3. September | Frankenberg/Sa. | Thomas Goebel     | Goebel           | 5,2             |             |                 | ← 2016                                                | keine   |
| 3. September | Frankenberg/Sa. | Achim Thimann     | Thimann          | 18,4            |             |                 | ← 2016                                                | keine   |
| 3. September | Rossau          | Dietmar Gottwald  | Gottwald         | 95,0            |             |                 | ← 2016                                                | keine   |
| 3. September | Rossau          | Einzelvorschläge  | Einzelvorschläge | 5,0             |             |                 | ← 2016                                                | keine   |
| 22. Oktober  | Zettlitz        | Thomas Arnold     | Arnold           | 89,4            |             |                 | ← 2016                                                | keine   |
| 22. Oktober  | Zettlitz        | Einzelvorschläge  | Einzelvorschläge | 10,6            |             |                 | ← 2016                                                | keine   |

### Landkreis Nordsachsen
Im Landkreis Nordsachsen fanden in drei Kommunen Wahlen statt. Diese sind im Folgenden aufgelistet. In einer Kommune waren zwei Wahlgänge notwendig. Das entscheidende Wahlergebnis ist markiert.
Gewählte Bewerber:
- SPD: 1
- Einzelbewerber/Bürgerinitiativen: 2
- Amtsinhaber wiedergewählt: 2
- Amtsinhaber abgewählt: 1
- Amtsinhaber nicht angetreten: 0

Namen von Amtsinhabern sind fett dargestellt.
| 1. Wahlgang | 1. Wahlgang | 1. Wahlgang      | 1. Wahlgang      | 1. Wahlgang     | 2. Wahlgang | 2. Wahlgang     | vorherige | nächste |
| Wahltermin  | Ergebnis    | Bewerber         | Vorschlag        | Ergebnis (in %) | Wahltermin  | Ergebnis (in %) | vorherige | nächste |
| ----------- | ----------- | ---------------- | ---------------- | --------------- | ----------- | --------------- | --------- | ------- |
| 12. März    | Schönwölkau | Volker Tiefensee | CDU              | 29,0            | 2. April    | 30,6            | ← 2022    | keine   |
| 12. März    | Schönwölkau | Jens Kottenhahn  | SPD              | 35,5            | 2. April    | 50,7            | ← 2022    | keine   |
| 12. März    | Schönwölkau | Uwe Försterling  | Försterling      | 14,4            | 2. April    | 5,4             | ← 2022    | keine   |
| 12. März    | Schönwölkau | Gerd Wagenhaus   | Wagenhaus        | 21,1            | 2. April    | 13,2            | ← 2022    | keine   |
| 11. Juni    | Arzberg     | Holger Reinboth  | Reinboth         | 98,1            |             |                 | ← 2015    | keine   |
| 11. Juni    | Arzberg     | Einzelvorschläge | Einzelvorschläge | 1,9             |             |                 | ← 2015    | keine   |
| 27. August  | Beilrode    | René Vetter      | Vetter           | 95,9            |             |                 | ← 2016    | keine   |
| 27. August  | Beilrode    | Einzelvorschläge | Einzelvorschläge | 4,1             |             |                 | ← 2016    | keine   |

### Landkreis Sächsische Schweiz-Osterzgebirge
Im Landkreis Sächsische Schweiz-Osterzgebirge fanden in zwei Kommunen Wahlen statt. Diese sind im Folgenden aufgelistet. In einer Kommune waren zwei Wahlgänge notwendig. Das entscheidende Wahlergebnis ist markiert.
Gewählte Bewerber:
- AfD: 1
- Einzelbewerber/Bürgerinitiativen: 1
- Amtsinhaber wiedergewählt: 0
- Amtsinhaber abgewählt: 0
- Amtsinhaber nicht angetreten: 2

Namen von Amtsinhabern sind fett dargestellt.
Mit Tim Lochner wurde deutschlandweit erstmals ein AfD-Kandidat als Oberbürgermeister gewählt.
| 1. Wahlgang  | 1. Wahlgang | 1. Wahlgang             | 1. Wahlgang        | 1. Wahlgang     | 2. Wahlgang  | 2. Wahlgang     | vorherige | nächste |
| Wahltermin   | Gemeinde    | Bewerber                | Vorschlag          | Ergebnis (in %) | Wahltermin   | Ergebnis (in %) | vorherige | nächste |
| ------------ | ----------- | ----------------------- | ------------------ | --------------- | ------------ | --------------- | --------- | ------- |
| 4. Juni      | Liebstadt   | Stefan Strehlow         | CDU                | 13,6            |              |                 | ← 2019    | keine   |
| 4. Juni      | Liebstadt   | Rico Nickl-Müller       | SPD                | 11,0            |              |                 | ← 2019    | keine   |
| 4. Juni      | Liebstadt   | Kristin Grahl           | Grahl              | 56,3            |              |                 | ← 2019    | keine   |
| 4. Juni      | Liebstadt   | Sebastian Hutkai        | Hutkai             | 19,2            |              |                 | ← 2019    | keine   |
| 26. November | Pirna       | Tim Lochner             | AfD                | 32,9            | 17. Dezember | 38,5            | ← 2017    | keine   |
| 26. November | Pirna       | Kathrin Dollinger-Knuth | CDU                | 20,3            | 17. Dezember | 31,4            | ← 2017    | keine   |
| 26. November | Pirna       | Ralf Wätzig             | Wätzig, SPD, Grüne | 9,9             | 17. Dezember | n. k.           | ← 2017    | keine   |
| 26. November | Pirna       | Ralf Thiele             | FW – Wir für Pirna | 23,2            | 17. Dezember | 30,1            | ← 2017    | keine   |
| 26. November | Pirna       | André Liebscher         | Liebscher          | 13,7            | 17. Dezember | n. k.           | ← 2017    | keine   |

### Vogtlandkreis
Im Vogtlandkreis fanden in fünf Kommunen Wahlen statt. Diese sind im Folgenden aufgelistet. In bisher einer Kommunen waren zwei Wahlgänge notwendig. Das entscheidende Wahlergebnis ist markiert.
Gewählte Bewerber:
- Linke: 1
- Einzelbewerber/Bürgerinitiativen: 4
- Amtsinhaber wiedergewählt: 3
- Amtsinhaber abgewählt: 1
- Amtsinhaber nicht angetreten: 1

Namen von Amtsinhabern sind fett dargestellt.
| 1. Wahlgang | 1. Wahlgang             | 1. Wahlgang               | 1. Wahlgang          | 1. Wahlgang     | 2. Wahlgang | 2. Wahlgang     | vorherige | nächste |
| Wahltermin  | Gemeinde                | Bewerber                  | Vorschlag            | Ergebnis (in %) | Wahltermin  | Ergebnis (in %) | vorherige | nächste |
| ----------- | ----------------------- | ------------------------- | -------------------- | --------------- | ----------- | --------------- | --------- | ------- |
| 8. Januar   | Weischlitz              | Steffen Thomas Raab       | FWW                  | 99,0            |             |                 | ← 2016    | keine   |
| 8. Januar   | Weischlitz              | Einzelvorschläge          | Einzelvorschläge     | 1,0             |             |                 | ← 2016    | keine   |
| 5. März     | Reichenbach im Vogtland | Raphael Kürzinger         | CDU                  | 36,8            | 26. März    | 38,1            | ← 2016    | keine   |
| 5. März     | Reichenbach im Vogtland | Henry Ruß                 | Linke                | 43,5            | 26. März    | 48,3            | ← 2016    | keine   |
| 5. März     | Reichenbach im Vogtland | Michael Dewath            | Dewath               | 19,6            | 26. März    | 13,6            | ← 2016    | keine   |
| 11. Juni    | Schöneck/Vogtl.         | Stefanie Schuster         | FW Schöneck/Vogtland | 43,2            |             |                 | ← 2016    | keine   |
| 11. Juni    | Schöneck/Vogtl.         | Andy Anders               | Anders               | 56,8            |             |                 | ← 2016    | keine   |
| 5. November | Grünbach                | Ralf Frieder Kretzschmann | Kretzschmann         | 62,7            |             |                 | ← 2016    | keine   |
| 5. November | Grünbach                | Silvio Baumgarten         | Baumgarten           | 37,3            |             |                 | ← 2016    | keine   |
| 5. November | Werda                   | Carmen Reiher             | Reiher               | 93,4            |             |                 | ← 2016    | keine   |
| 5. November | Werda                   | Einzelvorschläge          | Einzelvorschläge     | 6,6             |             |                 | ← 2016    | keine   |

### Landkreis Zwickau
Im Landkreis Zwickau fanden in zwei Kommunen Wahlen statt. Diese sind im Folgenden aufgelistet. In keiner Kommune waren zwei Wahlgänge notwendig. Das entscheidende Wahlergebnis ist markiert.
Gewählte Bewerber:
- CDU: 1
- Einzelbewerber/Bürgerinitiativen: 1
- Amtsinhaber wiedergewählt: 0
- Amtsinhaber abgewählt: 1
- Amtsinhaber nicht angetreten: 1

Namen von Amtsinhabern sind fett dargestellt.
| Wahltermin | Gemeinde        | Bewerber         | Vorschlag        | Ergebnis (in %) | vorherige | nächste |
| ---------- | --------------- | ---------------- | ---------------- | --------------- | --------- | ------- |
| 11. Juni   | Dennheritz      | Frank Taubert    | Taubert          | 34,0            | ← 2016    | keine   |
| 11. Juni   | Dennheritz      | Matthias Trenkel | Trenkel          | 66,0            | ← 2016    | keine   |
| 9. Juli    | Langenbernsdorf | Tobias Bär       | CDU              | 97,2            | ← 2019    | keine   |
| 9. Juli    | Langenbernsdorf | Einzelvorschläge | Einzelvorschläge | 2,8             | ← 2019    | keine   |

## Belege
1. ↑  Statistisches Landesamt des Freistaates Sachsen: Wahlergebnisse 2023 - Wahlen - sachsen.de. Abgerufen am 29. Oktober 2023.
2. ↑  Statistisches Landesamt des Freistaates Sachsen: Wahlergebnisse 2023 - Wahlen - sachsen.de. Abgerufen am 29. Oktober 2023.
3. ↑  Statistisches Landesamt des Freistaates Sachsen: Wahlergebnisse 2023 - Wahlen - sachsen.de. Abgerufen am 29. Oktober 2023.
4. ↑  Statistisches Landesamt des Freistaates Sachsen: Wahlergebnisse 2023 - Wahlen - sachsen.de. Abgerufen am 29. Oktober 2023.
5. ↑  Statistisches Landesamt des Freistaates Sachsen: Wahlergebnisse 2023 - Wahlen - sachsen.de. Abgerufen am 29. Oktober 2023.
6. ↑  Statistisches Landesamt des Freistaates Sachsen: Wahlergebnisse 2023 - Wahlen - sachsen.de. Abgerufen am 29. Oktober 2023.
7. ↑  Ehemalige Strelitzer Landrätin will Oberbürgermeisterin werden. Nordkurier, 21. November 2023, abgerufen am 12. Januar 2024.
8. ↑  Statistisches Landesamt des Freistaates Sachsen: Wahlergebnisse 2023 - Wahlen - sachsen.de. Abgerufen am 29. Oktober 2023.
9. ↑  Statistisches Landesamt des Freistaates Sachsen: Wahlergebnisse 2023 - Wahlen - sachsen.de. Abgerufen am 29. Oktober 2023.